# Сајосет (Њујорк)
Сајосет (енгл. Syosset) насељено је место без административног статуса у америчкој савезној држави Њујорк.

## Демографија
По попису из 2010. године број становника је 18.829, што је 285 (1,5%) становника више него 2000. године.
| Група             | 2000.          | 2010.          |
| Белци             | 15.412 (83,1%) | 13.458 (71,5%) |
| Афроамериканци    | 93 (0,5%)      | 156 (0,8%)     |
| Азијати           | 2.347 (12,7%)  | 4.175 (22,2%)  |
| Хиспаноамериканци | 542 (2,9%)     | 775 (4,1%)     |
| Укупно            | 18.544         | 18.829         |